# Vomano
Il Vomàno è un fiume dell'Abruzzo. Il suo percorso, lungo 76 km, è quasi interamente compreso nella provincia di Teramo mentre il suo bacino idrografico si estende per una superficie complessiva di 764 chilometri quadrati e confina a sinistra con quello del fiume Tordino.

## Descrizione

### Corso del fiume

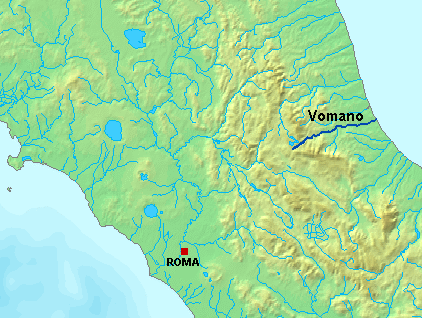
La localizzazione del fiume Vomano nell’Italia centrale

Ha origine sulle pendici nord-occidentali del Monte San Franco, a circa 1200 m sul livello del mare, nel cuore del Parco Nazionale del Gran Sasso. Con andamento impetuoso scorre incassato in una valle contornata dalle cime maggiori dell'Appennino.

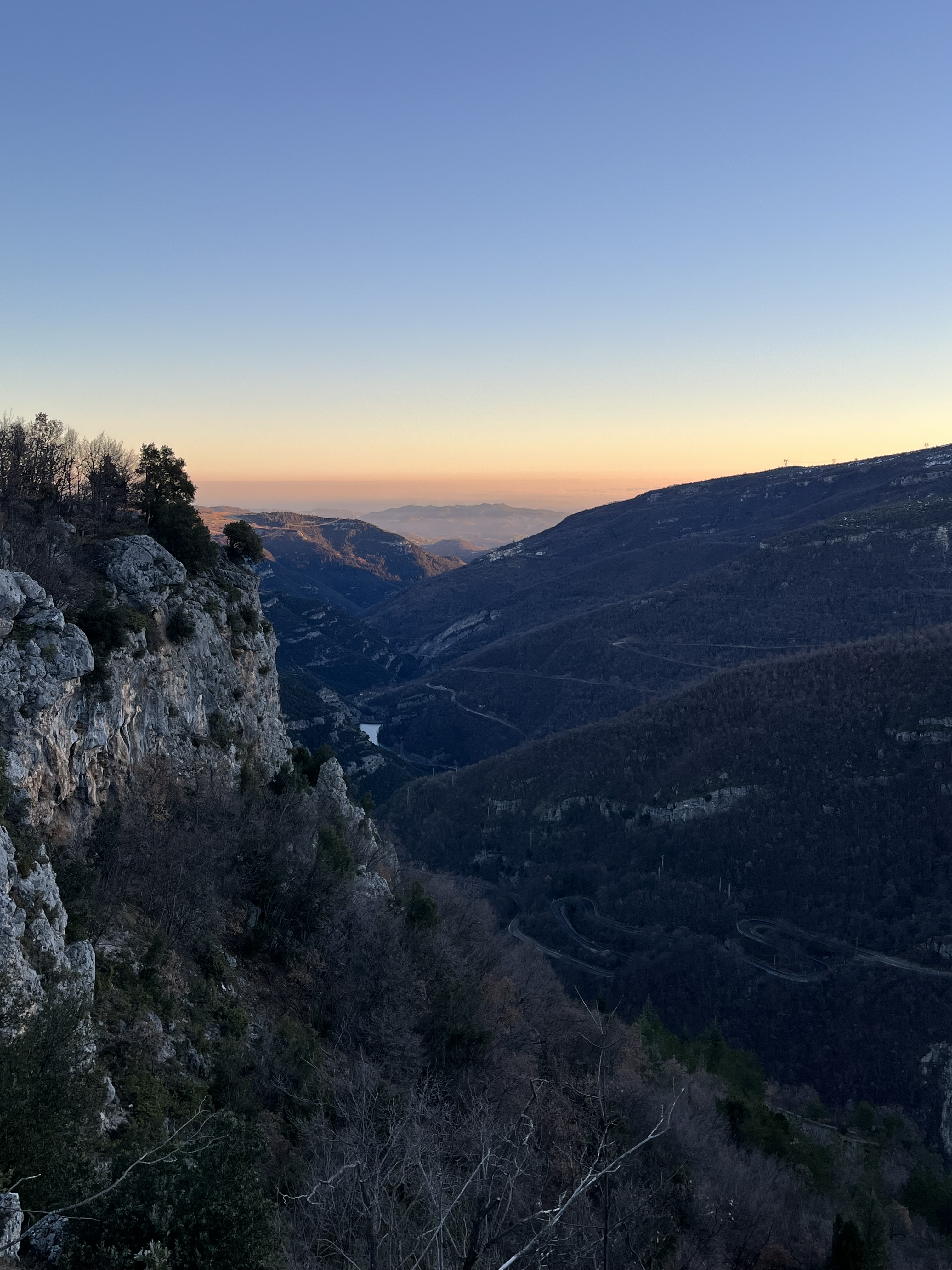
La valle del fiume Vomano osservata all’alba dai dintorni di Fano Adriano. È possibile riconoscere anche il Lago di Piaganini

Raccoglie lungo il suo percorso il contributo di più di 30 grandi e piccoli corsi d'acqua come il torrente Rocchetta, il Rio Fucino e il Rio Arno che ne incrementano notevolmente la portata.
Giunto presso Villa Vomano riceve da destra il fiume Mavone suo principale affluente tributario. Da qui la valle si allarga e il fiume rallenta raggiungendo infine il mare Adriatico dove sfocia nei pressi di Roseto degli Abruzzi, al confine con il territorio del comune di Pineto, con una foce a estuario.

### Regime idrologico

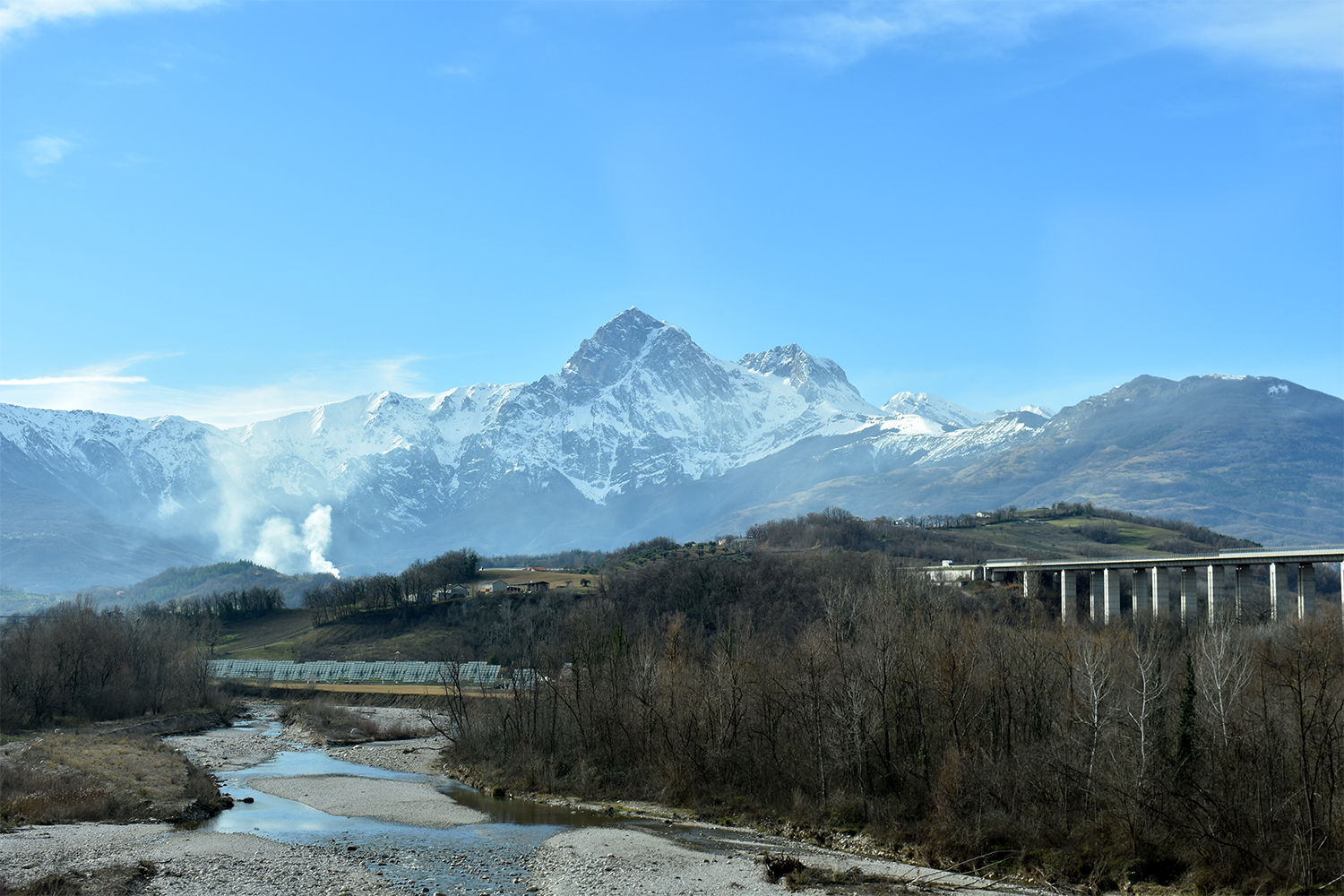
Il Vomano con il Gran Sasso sullo sfondo

Il naturale defluire delle acque è interrotto da tre bacini di captazione per la produzione di energia idroelettrica che provocano significative quanto improvvise variazioni di portata. I tre bacini sono denominati Lago di Campotosto, Lago di Provvidenza e Lago di Piaganini.
A valle di ogni diga vi è una centrale idroelettrica, rispettivamente chiamate: Centrale di Provvidenza, Centrale Ignazio Silone (in precedenza chiamata San Giacomo) e Centrale Montorio.
Nei pressi di Ponte Vomano c'è un ulteriore sbarramento del fiume che forma un bacino, dal quale il Consorzio di Bonifica Nord Teramo preleva l'acqua che viene utilizzata per irrigare i campi della Valle del Vomano.

### Natura

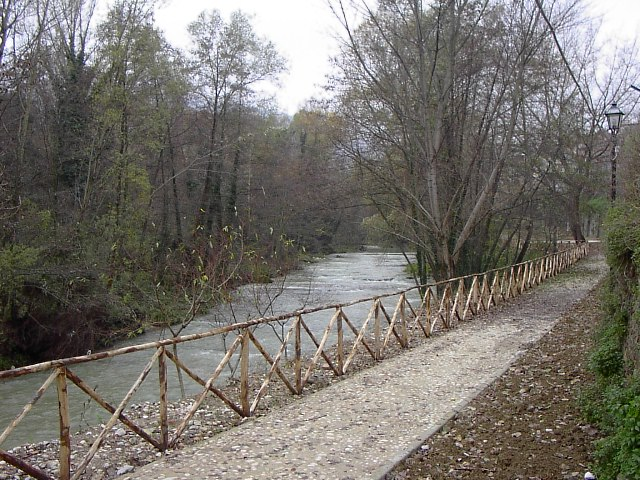
Uno scorcio del lungofiume all’interno del Parco territoriale attrezzato del Fiume Vomano

Dal 1995 presso Montorio al Vomano è nato il Parco territoriale attrezzato del Fiume Vomano. A monte di Montorio al Vomano, l'ex strada statale 80 Teramo-L'Aquila attraversa il cuore del Parco nazionale Gran Sasso e Monti della Laga; la sua peculiarità turistica l'ha fatta diventare la Strada maestra del Parco. Per la bellezza del suo tratto alto, il fiume è una meta nota dai canoisti.